# Leonard Williams (Footballspieler)
Leonard Austin Williams (* 20. Juni 1994 in Bakersfield, Kalifornien) ist ein US-amerikanischer American-Football-Spieler auf der Position des Defensive Ends. Aktuell spielt er für die Seattle Seahawks in der National Football League (NFL).

## Frühe Jahre
Williams wuchs in Daytona Beach, Florida, auf, und besuchte die dortige Mainland High School. Dort war er neben dem Footballteam auch in der Leichtathletikmannschaft der Schule. In seinem letzten Jahr hatte er 103 Tackles und 10,5 Sacks. Daraufhin erhielt er ein Stipendium der University of Southern California, für die er ab 2012 spielte. Direkt in seinem ersten Jahr kam er in 13 Spielen zum Einsatz, hatte 64 Tackles, 8 Sacks und eine Interception. Für diese Leistungen im ersten Jahr erhielt er die Auszeichnung des Pac-12 Defensive Freshman of the Year. Auch in den nächsten Jahren erhielt er mehrere Auszeichnungen, so wurde er je 2013 und 2014 ins First-Team All Pac-12 und ins All-American Team von ESPN gewählt. Insgesamt kam er im College in 39 Spielen zum Einsatz, dabei hatte er 218 Tackles, 20 Sacks und 2 Interceptions.

## NFL

### New York Jets
Bereits vor dem NFL-Draft 2015 galt Williams als einer der besten Spieler seines Jahrgangs, es wurde davon ausgegangen, dass er als einer der ersten 5 Spieler ausgewählt werden würde. Letztendlich wurde er an 6. Stelle in der 1. Runde von den New York Jets ausgewählt. Dort wurde er direkt Stammspieler und gab sein NFL-Debüt beim 31:10-Sieg gegen die Cleveland Browns am 13. September 2015. Seinen ersten Sack hatte er am 13. Spieltag beim 23:20-Sieg gegen die New York Giants an deren Quarterback Eli Manning. Insgesamt beendete er seine erste Saison mit 63 Tackles und 3 Sacks für die Jets, und wurde ins PFWA All-Rookie Team berufen. Auch in seinem 2. Jahr überzeugt er bei den Jets, so hatte er insgesamt 68 Tackles und 7 Sacks. Am 2. Spieltag konnte er beim 37:31-Sieg gegen die Buffalo Bills seinen ersten Fumble erzwingen, und zwar vom Quarterback der Bills, EJ Manuel, im 4. Quarter. Allein 10 Tackles konnte er am 13. Spieltag der Saison 2016 bei der 10:41-Niederlage gegen die Indianapolis Colts verzeichnen. Außerdem wurde er in den Pro Bowl 2017 berufen. In den folgenden Jahren konnte er an diese Leistungen allerdings nicht mehr anknüpfen, hatte nur noch 47 bzw. 42 Tackles. Auch in der Saison 2019 startete er noch in den ersten 7 Spielen für die New York Jets. Am 28. Oktober 2019 wurde er jedoch im Tausch für einen Drittrunden- und einen Fünftrundendraftpick zu den New York Giants getradet.

### New York Giants
Dort gab er sein Debüt am 9. Spieltag bei der 18:27-Niederlage gegen die Dallas Cowboys, bei der er seine ersten drei Tackles als Giant verzeichnete. Am 15. Spieltag konnte er beim 36:20-Sieg der Giants gegen die Miami Dolphins einen Fumble von Ryan Fitzpatrick erzwingen und somit ein Turnover forcieren. Auch in der Saison 2020 kam er für die Giants in der Mehrheit der Spiele als Starter zum Einsatz. Gerade gegen Ende der Saison war er besonders in Form. Am 13. Spieltag konnte er beim Spiel gegen die Seattle Seahawks deren Quarterback Russell Wilson 2,5 mal sacken. Die Giants gewannen das Spiel 17:12 und Williams wurde zum NFC Defensive Player of the Week gekürt. Am letzten Spieltag der Saison konnte er beim 23:19-Sieg gegen die Dallas Cowboys deren Quarterback Andy Dalton sogar dreimal sacken, bis dato sein Karrierehöchstwert. Dafür wurde er erneut zum NFC Defensive Player of the Week gekürt. Williams verzeichnete in der Saison insgesamt 11,5 Sacks.
Nachdem vor Beginn der Saison 2021 die Giants den Vertrag mit ihm zunächst durch ihr Franchise Tag verlängerten, unterschrieb Williams am 18. März 2021 einen neuen Vertrag über drei Jahre bei den Giants. In der Saison war er nun auch erstmals fester Stammspieler für die Giants. Er konnte zwar, gerade was seine Sacks anging, nicht ganz an die Leistungen der Vorsaison anknüpfen, aber er konnte zwischen dem 5. und dem 8. Spieltag in jedem Spiel mindestens 0,5 Sacks verzeichnen. Außerdem gelangen ihm insgesamt 81 Tackles, was ihm zuvor noch nicht gelungen war.
Auch in die Saison 2022 startete Williams als Stammspieler bei den Giants unter deren neuen Head Coach Brian Daboll. Am 2. Spieltag zog er sich jedoch eine Kniegelenksverletzung zu, wegen der er einige Spiele verletzungsbedingt verpasste. Bei der 13:27-Niederlage gegen die Seattle Seahawks am 8. Spieltag konnte er acht Tackles sowie einen Sack an Geno Smith, beim 24:16-Sieg gegen die Houston Texans zwei Wochen später sogar neun Tackles verzeichnen. Da die Giants in der Saison neun Spiele gewannen, konnten sie sich für die Playoffs qualifizieren. Dies war zugleich die erste Postseason-Teilnahme von Williams in seinem achten Jahr in der Liga. So gab er sein Debüt beim 31:24-Sieg gegen die Minnesota Vikings in der ersten Runde der Playoffs, bei der er auch vier Tackles verzeichnen konnte. Auch beim darauffolgenden Spiel in der Divisional-Runde gegen die Philadelphia Eagles kam er zum Einsatz und konnte zwei Tackles verzeichnen, die Giants schieden jedoch durch eine 7:38-Niederlage aus den Playoffs aus.
2023 blieb Williams Stammspieler in der Defense der Giants. Allerdings starteten die Giants äußerst schlecht in die Saison, so konnte nur eines der ersten sechs Ligaspiele gewonnen werden. Insofern waren schon sehr früh in der Saison die Chancen auf einen Einzug in die Playoffs minimal. Auch Williams kam in den ersten Ligaspielen lediglich auf 21 Tackles und 1,5 Sacks.

### Seattle Seahawks
Am 30. Oktober 2023 gaben die Giants Williams im Austausch gegen einen Zweitrundenpick 2024 und einen Fünftrundenpick 2025 an die Seattle Seahawks ab. Dort debütierte er am 9. Spieltag bei der 3:37-Niederlage gegen die Baltimore Ravens, bei der er zwei Tackles verzeichnen konnte. Auch in Seattle wurde Williams auf Anhieb Stammspieler. Am 10. Spieltag konnte er beim 29:26-Sieg gegen die Washington Commanders seinen ersten Sack für sein neues Team an Quarterback Sam Howell verzeichnen. In der zweiten Saisonhälfte spielte Williams auch besser als in der ersten, so konnte er bei den Seahawks 41 Tackles und vier Sacks verzeichnen. Außerdem wurde er der erste Spieler seit der Saison 1930, der 18 Spiele in einer Regular Season bestritt: Dies lag daran, dass Williams aufgrund seines Wechsels in der Mitte der Saison keine Bye-Week hatte. Allerdings verpasste er auch mit den Seahawks die Playoffs.
Im März unterschrieb Williams einen neuen Dreijahresvertrag bei den Seahawks. Er blieb Stammspieler, hatte jedoch zu Saisonbeginn mit Verletzungen zu kämpfen. Am 12. Spieltag konnte er beim 16:6-Sieg gegen die Arizona Cardinals 2,5 Sacks an Quarterback Kyler Murray verzeichnen. Am folgenden Spieltag gelangen ihm beim 26:21-Sieg gegen die New York Jets erneut zwei Sacks. Außerdem konnte er im zweiten Quarter eine Interception von Quarterback Aaron Rodgers fangen, die er über 92 Yards in die Endzone der Jets zurücktrug und somit seinen ersten Touchdown in der NFL erzielte. Dafür wurde er zum NFC Defensive Player of the Week ernannt. In der Folge konnte Williams an seine guten Leistungen anknüpfen, so verzeichnete er im Dezember und Januar insgesamt 6 Sacks, wofür er zum NFC Defensive Player of the Month ernannt wurde. Allerdings verpasste er mit den Seahawks im zweiten Jahr in Folge die Playoffs.

## Karrierestatistiken
| Legende | Legende             |
| ------- | ------------------- |
| Fett    | Karrierehöchstwerte |

### Regular Season
| Saison                             | Team             | Spiele | Spiele  | Tackles | Tackles | Tackles | Tackles | Interceptions | Interceptions | Interceptions | Interceptions | Interceptions | Interceptions | Fumbles | Fumbles | Fumbles |
| Saison                             | Team             | Gesamt | Starter | Gesamt  | Solo    | Assist  | Sacks   | PD            | Int           | Yards         | Durchschnitt  | Lang          | TD            | FF      | FR      | TD      |
| ---------------------------------- | ---------------- | ------ | ------- | ------- | ------- | ------- | ------- | ------------- | ------------- | ------------- | ------------- | ------------- | ------------- | ------- | ------- | ------- |
| 2015                               | Jets             | 16     | 15      | 63      | 29      | 34      | 3,0     | 0             | 0             | 0             | 0,0           | 0             | 0             | 0       | 0       | 0       |
| 2016                               | Jets             | 16     | 16      | 68      | 36      | 32      | 7,0     | 0             | 0             | 0             | 0,0           | 0             | 0             | 2       | 0       | 0       |
| 2017                               | Jets             | 16     | 16      | 47      | 22      | 25      | 2,0     | 1             | 1             | 6             | 6,0           | 6             | 0             | 0       | 0       | 0       |
| 2018                               | Jets             | 16     | 16      | 42      | 27      | 15      | 5,0     | 2             | 0             | 0             | 0,0           | 0             | 0             | 0       | 0       | 0       |
| 2019                               | Jets             | 7      | 7       | 20      | 8       | 12      | 0,5     | 1             | 0             | 0             | 0,0           | 0             | 0             | 0       | 0       | 0       |
| 2019                               | Giants           | 8      | 5       | 26      | 13      | 13      | 0,0     | 2             | 0             | 0             | 0,0           | 0             | 0             | 1       | 0       | 0       |
| 2020                               | Giants           | 16     | 12      | 57      | 29      | 28      | 11,5    | 1             | 0             | 0             | 0,0           | 0             | 0             | 0       | 1       | 0       |
| 2021                               | Giants           | 17     | 17      | 81      | 34      | 47      | 6,5     | 2             | 0             | 0             | 0,0           | 0             | 0             | 2       | 1       | 0       |
| 2022                               | Giants           | 12     | 12      | 45      | 26      | 19      | 2,5     | 1             | 0             | 0             | 0,0           | 0             | 0             | 1       | 2       | 0       |
| 2023                               | Giants           | 8      | 7       | 21      | 13      | 8       | 1,5     | 1             | 0             | 0             | 0,0           | 0             | 0             | 0       | 0       | 0       |
| 2023                               | Seahawks         | 10     | 10      | 41      | 24      | 17      | 4,0     | 1             | 0             | 0             | 0,0           | 0             | 0             | 0       | 0       | 0       |
| 2024                               | Seahawks         | 16     | 16      | 64      | 37      | 27      | 11,0    | 3             | 1             | 92            | 92,0          | 92            | 1             | 0       | 0       | 0       |
| Gesamte Karriere                   | Gesamte Karriere | 158    | 149     | 575     | 298     | 277     | 54,5    | 15            | 2             | 98            | 49,0          | 92            | 1             | 6       | 4       | 0       |
| Quelle: pro-football-reference.com |                  |        |         |         |         |         |         |               |               |               |               |               |               |         |         |         |

### Postseason
| Saison                             | Team             | Spiele | Spiele  | Tackles | Tackles | Tackles | Tackles | Interceptions | Interceptions | Interceptions | Interceptions | Interceptions | Interceptions | Fumbles | Fumbles | Fumbles |
| Saison                             | Team             | Gesamt | Starter | Gesamt  | Solo    | Assist  | Sacks   | PD            | Int           | Yards         | Durchschnitt  | Lang          | TD            | FF      | FR      | TD      |
| ---------------------------------- | ---------------- | ------ | ------- | ------- | ------- | ------- | ------- | ------------- | ------------- | ------------- | ------------- | ------------- | ------------- | ------- | ------- | ------- |
| 2022                               | Giants           | 2      | 2       | 6       | 2       | 4       | 0,0     | 1             | 0             | 0             | 0,0           | 0             | 0             | 0       | 0       | 0       |
| Gesamte Karriere                   | Gesamte Karriere | 2      | 2       | 6       | 2       | 4       | 0,0     | 1             | 0             | 0             | 0,0           | 0             | 0             | 0       | 0       | 0       |
| Quelle: pro-football-reference.com |                  |        |         |         |         |         |         |               |               |               |               |               |               |         |         |         |